# 莫县
莫县，中国古县名。
唐朝开元十三年（725年），改鄚县置，治所在今河北省雄县鄚州镇。为莫州治。北宋熙宁六年（1073年）省为莫镇，入任丘县。元祐二年（1087年）复升置莫县。寻又降为镇。 